# Rolando Fonseca
 (février 2022).
Rolando Fonseca Jiménez (né le 8 juin 1974 à San José) est un footballeur costaricien.
Surnommé el Principito (le petit prince), il joue au poste d'attaquant, notamment au Deportivo Saprissa et au LD Alajuelense, les deux grands clubs du Costa Rica.
Il est le meilleur buteur de l'histoire de la sélection costaricienne avec un total de 47 buts en 113 sélections.

## Biographie

### En club
Rolando Fonseca évolue dans quatre pays : au Costa Rica, au Mexique, en Colombie et enfin au Guatemala.
Il participe à la Copa Sudamericana en 2006 avec le club du LD Alajuelense. A cette occasion, il se met en évidence en marquant un doublé contre le club chilien de Colo-Colo, mais ne peut toutefois empêcher la lourde défaite de son équipe (7-2).

### En équipe nationale
Rolando Fonseca reçoit un total de 113 sélections en équipe du Costa Rica, inscrivant 47 buts. Toutefois, certaines sources mentionnent seulement 110 matchs et 46 buts.
Il joue son premier match en équipe nationale le 27 mai 1992, en amical contre l'Équateur (victoire 2-1). Il inscrit son premier but le 9 mars 1993, contre le Panama, à l'occasion de la Coupe UNCAF des nations (victoire 2-0).
Fonseca participe à sept Coupe UNCAF des nations avec la sélection costaricienne, en 1993, 1995, 1997, 1999, 2001, 2003 et enfin 2007. Lors de l'édition 1997, il se met en évidence en étant l'auteur d'un triplé contre le Honduras. Par la suite, lors de l'édition 2001, il est à nouveau l'auteur d'un triplé, contre le Belize.
Il dispute également à trois reprises la Gold Cup, en 2002, 2003, et 2007. Lors de l'édition 2002, il inscrit deux buts, contre la Martinique et Trinité-et-Tobago. Le Costa Rica s'incline en finale face aux États-Unis, avec Fonseca sur le banc des remplaçants. Lors de l'édition 2003, il s'illustre avec un doublé lors de la "petite finale" perdue face aux États-Unis. En revanche, lors de l'édition 2007, il n'inscrit aucun but. Le Costa Rica s'incline en quart de finale face au Mexique, après prolongation.
Il participe également à deux Copa América, en 1997 et 2001. Lors de l'édition 1997 organisée en Bolivie, il ne joue qu'un seul match. Avec un bilan d'un nul et deux défaites, le Costa Rica est éliminé dès le premier tour. Lors de l'édition 2001 qui se déroule en Colombie, il joue quatre matchs. Il inscrit un but en phase de poule contre la Bolivie. Le Costa Rica s'incline en quart de finale face à l'Uruguay.
Fonseca dispute enfin la Coupe du monde 2002 organisée en Corée du Sud. Lors de ce mondial, il joue deux matchs. Malgré un bilan honorable d'une victoire, un nul et une défaite, le Costa Rica ne parvient pas à dépasser le premier tour.
Rolando Fonseca reçoit sa dernière sélection avec le Costa Rica le 27 mars 2011, en amical contre la Chine (score : 2-2).

## Palmarès

### En équipe nationale
- Finaliste de la Gold Cup en 2002 avec l'équipe du Costa Rica
- Vainqueur de la Coupe UNCAF des nations en 1997, 1999, 2003 et 2007 avec l'équipe du Costa Rica

### En club
- Vainqueur de la Coupe des champions de la CONCACAF en 2004 avec le LD Alajuelense
- Champion du Guatemala en 1997-1998, 1998-1999, 1999 (A), 2002 (A), 2003 (C), 2008 (A), 2010 (A) et 2011 (C) avec le Comunicaciones FC
- Champion de Colombie en 1997 avec l'América de Cali
- Champion du Costa Rica en 1995 avec le Deportivo Saprissa ; en 1996, 2002, 2003 et 2005 avec le LD Alajuelense
- Vainqueur de la Coupe du Guatemala en 2009 avec le Comunicaciones FC